# La Vota-tó
A La Vota-tó tulajdonképpen kisebb, egymással összeköttetésben álló lagúnák Olaszország Calabria régiójának északi partján, a Santa Eufemia-öböl partján, Gizzeria városa mellett. Az 1638. március 27. földrengés következtében jöttek létre, amikor a tengerparttal párhuzamosan egy tektonikus árok keletkezett, melyet a tengervíz elöntött.
A következő tavak alkotják:
- La Vota – a legnagyobb és egyben a névadó
- La Vota Piccola
- La Vota Piraina
- La Vota Nuova

A tó területe természetvédelmi terület, vándormadarak telelőhelye (pl. halászsas, barna rétihéja, bölömbika, vörös gém).